# Ptéria

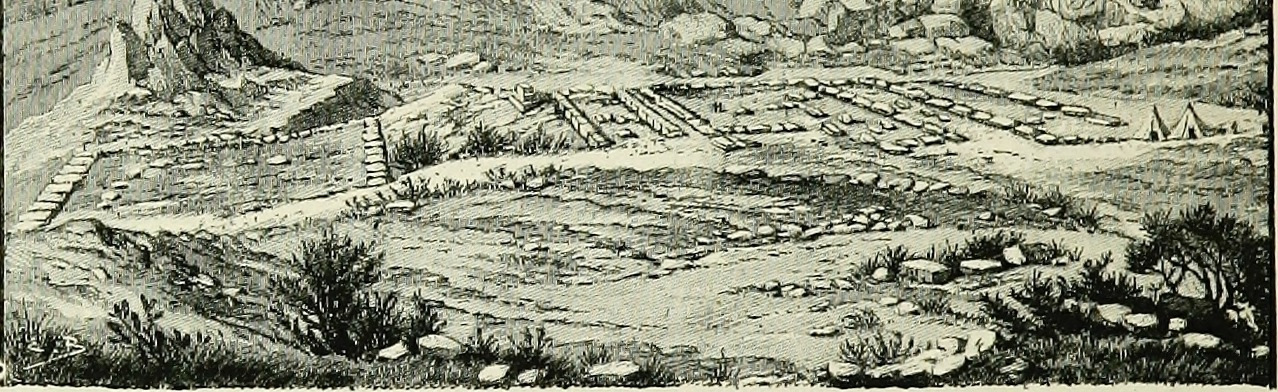
As ruínas de Ptéria do livro "História do Egito, Caldéia, Síria, Babilônia e Assíria (1903)"

Ptéria (em grego:  Πτερία) foi a capital dos “sírios brancos” no norte da Capadócia, na Anatólia oriental. Foi dito por Heródoto como tendo sido tomados e arruinados por Creso em 547 a.C. Também foi o local de uma batalha indecisa entre Ciro, o Grande e Creso.
Estêvão de Bizâncio cita duas cidades com este ou um nome semelhante: Pterium, que ele chama de uma cidade dos medos, e Ptéria, uma cidade no território de Sinope.
A localização exata de Ptéria é desconhecida. A identificação de Ptéria com as ruínas localizadas nas proximidades da moderna Boğazköy é incerta. Também é possível que esteja localizada perto de Kerkenes Dag, na Turquia asiática. Segundo Heródoto, Ptéria não ficava muito longe de Sinope, então uma localização mais próxima do Mar Negro parece ser mais provável.